# Menča Krničeva
Melpomena Dimitrova Krničeva (bolgarsko Мелпомена Димитрова Кърничева; makedonsko Мелпомена Димитрова Крничева), popularno znana kot Menča (Менча), bolgarofilska aromunska revolucionarka in teroristka, * 16. marec 1900, Kruševo, Osmansko cesarstvo, † 1964, Rim.
Krničeva je bila pripadnica Notranje makedonske revolucionarne organizacije (VMRO) in poznejša žena njenega vodje Ivana Mihailova. Znana je po atentatu na levičarskega aktivista VMRO Todorja Panico.
Krničeva se je rodila v Kruševu v Makedoniji pod osmansko vladavino (danes v Severni Makedoniji) v bolgarofilski aromunski družini, njen praded pa je bil bolgarski duhovnik. Njen oče je delal v Sofiji in Caribrodu. Po zadušitvi Ilindenske vstaje leta 1903 sta se Menča in njena mati preselili v Bolgarijo. Septembra 1918 je odšla na študij v München, a se je po koncu prve svetovne vojne vrnila v Bolgarijo.
Krničeva se je pridružila ženskemu makedonskemu gibanju v Bolgariji in bila del kroga Todorja Panice. Vedno bolj je postajala razočarana nad njegovimi levičarskimi pogledi, ki so zagovarjali povezave s Kominterno in sodelovanje s Kraljevino Srbov, Hrvatov in Slovencev, dejanja, za katera je verjela, da bodo usodna za bolgarsko prebivalstvo Makedonije. Krničeva se je preusmerila na desno krilo VMRO; organizaciji se je pridružila 15. marca 1924 in se samostojno odločila za atentat na Panico, za katerega je VMRO trdila, da je naročil atentate na Borisa Sarafova in Ivana Garvanova ter da je služil tujim interesom.
8. maja 1925 je Krničeva v dunajskem Burgtheatru izvedla atentat na Panico. Atentat je bil zelo odmeven po vsej Evropi. Menčo so aretirali; njene prve besede po atentatu pa so bile "Bil je slab Makedonec". Po sojenju je bila obsojena na osem let zapora, kar je minimalna kazen po avstrijski zakonodaji, ki je upoštevala njeno slabše zdravstveno stanje. Avstrijsko vrhovno sodišče jo je razglasilo za nesposobno za prestajanje te kazni zaradi tuberkuloze, težav z ledvicami in revmatizma, za katerimi je bolehala že od otroštva; konec leta 1925 je bila izpuščena in izgnana iz Avstrije.
Potem ko jo je jugoslovansko sodišče oprostilo delovanja v VMRO, se je 25. decembra 1926 vrnila v Bolgarijo in se poročila z vodjo VMRO Ivanom (Vančetom) Mihailovom, s katerim je po letu 1934 živela v izgnanstvu v Turčiji, na Poljskem in Madžarskem. Maja 1941 sta se preselila v Zagreb, v glavno mesto marionetne Neodvisne države Hrvaške nacistične Nemčije; leta 1944 sta kratek čas živela v nemško okupiranem Skopju. Od leta 1945 do smrti leta 1964 je živela z Mihailovom v Rimu v Italiji.